# Хамфрис, Кристофер Джон
Кри́стофер Джон Ха́мфрис (англ. Christopher John Humphries; 29 апреля 1947 — 31 июля 2009) — британский ботаник-систематик, сотрудник Британского музея, популяризатор науки.

## Биография
Родился 29 апреля 1947 года в Дерби. Учился в Техническом колледже Дерби, затем — в Халлском университете, окончил его с почестями в 1969 году.
С 1971 года Кристофер был женат на Мэрилин Шеперд.
С 1972 года Хамфрис работал ассистентом-куратором в ботаническом отделении Британского музея. Впоследствии руководил Европейским гербарием Музея, Общим гербарием, с 1997 года — Отделением по исследованию цветковых растений.
В 1973 году в Редингском университете Хамфрис защитил диссертацию доктора философии под руководством профессора Вернона Хейвуда, в которой рассматривал разнообразие и систематику рода сложноцветных Макаронезии Argyranthemum. Впоследствии занимался исследованиями биогеографии рода Nothofagus.
Член Лондонского Линнеевского общества, в 1996—1997 годах — вице-президент. Преподавал в Британском музее курс кладистики, читал лекции в Редингском университете в звании приглашённого профессора. В 2001 году награждён медалью Линнея.
Автор нескольких научно-популярных определителей флоры Великобритании.
В 2007 году ушёл на пенсию в связи с ухудшающимся состоянием здоровья. Скончался 31 июля 2009 года.

## Некоторые научные публикации
- Humphries C. J. A revision of the Macaronesian genus Argyranthemum Webb ex Schultz Bip. // Bulletin of the British Museum (Natural History). Botany series. — Vol. 5 (4). — P. 148—240.
- Humphries C. J., Parenti L. R. Cladistic Biogeography. — Oxford, 1986. — 98 p. — ISBN 0-19-854576-2.